# Москалькова Тетяна Миколаївна
Тетяна Миколаївна Москалькóва (нар. 30 травня 1955, Вітебськ, Білоруська РСР) — російський політик, юристка. Уповноважена з прав людини в РФ з 22 квітня 2016 року.
Депутатка Держдуми Федеральних зборів РФ V і VI скликань (2007—2016). Докторка юридичних наук, докторка філософських наук, Заслужена юристка РФ. Генерал-майор поліції у відставці.

## Життєпис
Народилася 30 травня 1955 року у Вітебську Білоруської РСР. Її батько був офіцером ВДВ, мати — домогосподаркою. Москалькова була другою дитиною, на момент народження її батьку було 36 років, а матері — 30 років. На характер Москалькової, за її словами, значно вплинув старший брат Володимир. Батько помер, коли Москальковій було десять років, після цього сім'я переїхала до Москви.
1972 — працювала бухгалтеркою Інюрколегії, діловодом, старшим юрисконсультом, консультантом Відділу помилування Президії Верховної Ради РРФСР.
1974 — працювала консультанткою у відділі з питань помилування при Президії Верховної Ради РРФСР.
1974—1984 — працювала у відділі помилування Президії Верховної Ради РРФСР, обіймала посади секретарки, старшої юрисконсультантки, консультантки. Була секретаркою комітету комсомолу.
1978 — закінчила Всесоюзний юридичний заочний інститут (нині — МДЮА).
1984 — працювала у правовій службі Міністерства внутрішніх справ СРСР, що займалася у тому числі питаннями помилування, на посадах від референтки до першого заступника глави правового управління МВС. Звільнена 22 грудня 2007 через обрання депутатом Держдуми РФ, проте при цьому вона не звільнилася з правоохоронних органів, а призупинила службу і залишилася у кадрах МВС. За її словами, це дозволяло «в будь-який момент мати можливість повернутися до системи».

### Політична кар'єра
1999 — балотувалася до Держдуми РФ від партії «Яблуко» у Рибінському одномандатному окрузі Ярославської області, але програла Анатолію Грешневікову.
2007 — обрана депутаткою Держдуми РФ п'ятого скликання від партії «Справедлива Росія: Батьківщина / Пенсіонери / Життя», була членом фракції «Справедлива Росія», заступником голови комітету у справах Співдружності Незалежних Держав та зв'язків зі співвітчизниками.
2011 — обрана депутаткою шостого скликання, член фракції «Справедлива Росія», заступник голови комітету у справах СНД та зв'язків зі співвітчизниками, член комісії з контролю за достовірністю відомостей про доходи, про майно і зобов'язання майнового характеру, що подаються депутатами.

## Уповноважений з прав людини РФ
2016 — стала уповноваженою з прав людини у РФ. 2018 року ствердила, що інститутові уповноваженого з прав людини в РФ бракує повноважень.
У зв'язку з відвідуванням Криму за допомогою незаконного пункту перетину з РФ, була занесена до спису осіб, яким заборонений в'їзд до України. Однак у середині червня 2018 цю заборону було скасовано.

## Санкції
14 травня 2018 року Тетяну Москалькову занесли до санкційного списку України.
25 лютого 2023 року, на тлі вторгнення Росії в Україну, занесена до санкційного списку Євросоюзу за заперечення фільтраційних заходів РФ в Україні.

## Родина
- Вдова, виховує доньку і двох онуків.
- Старший брат Володимир став військовим, полковник.